# Ibou Badji
Ibou Dianko Badji Badji (Thionck Essyl, Senegal, 13 de octubre de 2002) es un jugador de baloncesto senegalés que pertenece a la plantilla del La Laguna Tenerife de la liga ACB española. Mide 2,13 metros y juega en la posición de pívot.

## Carrera deportiva

### Inicios
En 2016 su entrenador en Dakar lo invitó a hacer una prueba en la NBA Academy en Thiès, una estructura nacida de una asociación con la liga estadounidense y la asociación SEED Project (Deportes para la educación y el desarrollo económico) para identificar a los jóvenes talentos africanos. Su físico no pasó desapercibido y le permitió continuar sus progresos pero ya en el extranjero. Inicialmente en Australia durante tres meses y posteriormente en Estados Unidos. Tras regresar a Senegal, se marchó a España, en diciembre de 2018, al Barcelona siendo asignado al equipo júnior.

### Profesional

#### España
En la temporada 2019-20, forma parte del Fútbol Club Barcelona "B" de la Liga LEB Plata, en el que llegó a colocar 8 tapones en un partido, y participó en sesiones con el primer equipo con el entrenador Svetislav Pešić.
Durante la temporada 2020-21, seguiría formando parte del filial en la Liga LEB Plata y alternaría entrenamientos y participaciones con el primer equipo.
El 20 de diciembre de 2020, debutó con el FC Barcelona en la Liga Endesa frente al Joventut de Badalona. El jugador senegalés disputó 4 minutos y 39 segundos en los que anotó una canasta de dos puntos.
El 30 de septiembre de 2021, llega cedido al Força Lleida Club Esportiu de la Liga LEB Oro de España. Allí ayudó al equipo a llegar a la final four por el ascenso, promediando 8,4 puntos y 4,5 rebotes.

#### NBA y G League
Tras no ser elegido en el draft de 2022, el 3 de noviembre de 2022, fue incluido en la lista de jugadores de Wisconsin Herd después de firmar contrato con el equipo de la G League. Pero el 18 de noviembre firma un contrato dual con los Portland Trail Blazers. El 7 de marzo de 2023, se somete a una operación en la rodilla izquierda que le deja fuera toda la temporada, sin llegar a debutar con el primer equipo.
En julio de 2023 firma un nuevo contrato dual con los Blazers, pero es cortado el 24 de octubre.
El 30 de octubre se anunció la incorporación de Badji a los entrenamientos de los Wisconsin Herd para continuar disputando la G League.
El 22 de noviembre de 2023, Badji firmó otro contrato dual con los Portland Trail Blazers.
El 12 de septiembre de 2024 firmó con los Milwaukee Bucks, pero fue despedido el mismo día. El 28 de octubre, se reincorporó a los Wisconsin Herd.

### Regreso a la ACB
El 3 de abril de 2025 firmó contrato hasta el final de la temporada 2024-25 con el La Laguna Tenerife de la liga ACB.

## Selección nacional
En 2020 disputó el Afrobasket júnior con la selección de Senegal, con la que logró llegar a la final, finalizando como séptimo anotador además de líder en rebotes y tapones.

## Estadísticas de su carrera en la NBA

### Temporada regular
| Año     | Equipo   | PJ | PT | MPP  | %TC  | %3P | %TL  | RPP | APP | ROB | TPP | PPP |
| ------- | -------- | -- | -- | ---- | ---- | --- | ---- | --- | --- | --- | --- | --- |
| 2023-24 | Portland | 22 | 1  | 10.3 | .636 | —   | .500 | 2.3 | .6  | .1  | .9  | 1.5 |
| Total   | Total    | 22 | 1  | 10.3 | .636 | —   | .500 | 2.3 | .6  | .1  | .9  | 1.5 |